# Uncharted Waters
Uncharted Waters (Japans: 大航海時代) is een computerspel dat werd ontwikkeld en uitgegeven door KOEI. Het spel kwam in 1990 uit voor diverse platforms. Het spel is een zeil- en handelssimulatie. Het speelveld wordt met bovenaanzicht in de derde persoon weergegeven.

## Platforms
| Jaar | Platform                                  |
| ---- | ----------------------------------------- |
| 1990 | FM Towns, MSX, PC-88, PC-98, Sharp X68000 |
| 1991 | DOS, Macintosh, NES                       |
| 1992 | SNES, Sega Mega Drive                     |

## Ontvangst
| Beoordeeld door                      | Platform        | Datum         | Score |
| ------------------------------------ | --------------- | ------------- | ----- |
| Power Play                           | DOS             | maart 1992    | 85%   |
| Power Play                           | Sega Mega Drive | februari 1993 | 85%   |
| GamePro (USA)                        | Sega Mega Drive | december 1994 | 80%   |
| ASM (Aktueller Software Markt)       | Sega Mega Drive | februari 1993 | 75%   |
| Joker Verlag präsentiert: Sonderheft | DOS             | 1993          | 61%   |
| All Game Guide                       | SNES            | 1998          | 60%   |
| GamePro (USA)                        | NES             | december 1991 | 60%   |
| Computer Gaming World (CGW)          | DOS             | juni 1993     | 40%   |
| Computer Gaming World (CGW)          | Macintosh       | juni 1993     | 40%   |